# Trnava Bulldogs
Trnava Bulldogs je slovenský  tým amerického fotbalu, který vznikl v roce 2007 ve městě Trnava. Tým působil v letech 2013 - 2017, v české Bitters lize i ve slovenské lize SFL. 
V roce 2013 a 2016 skončil tým Bulldogs v české lize na 3. místě, a v roce 2016 vyhrál domácí slovenskou ligu, když porazil ve Slovak Bowlu tým Žilina Warriors 63:7.

## Historie
| Ročník | Soutěž | PÚ | Umístění |
| ------ | ------ | -- | -------- |
| 2013   | ČLAF   | 8  | 3. místo |
| 2014   | ČLAF   | 8  | 4. místo |
| 2015   | ČLAF   | 8  | 4. místo |
| 2016   | ČLAF   | 10 | 3. místo |
| 2017   | ČLAF   | 10 | 6. místo |